# Sofia (Schiff, 1939)
Die Sofia war ein deutsches Frachtmotorschiff, das im Zweiten Weltkrieg von der Kriegsmarine und danach von der Universität Kiel als Wohnschiff eingesetzt wurde. 1946 wurde sie sowjetische Kriegsbeute und fuhr dann unter dem Namen Nadir (Надир).

## Bau und technische Daten
Das Schiff wurde 1939 bei der Deutschen Werft, Werk Reiherstieg, in Hamburg für die Deutsche Levante-Linie gebaut. Es war 129,3 m lang und 16,9 m breit, hatte 7,0 m Tiefgang und war mit 4446 BRT vermessen. Die Wasserverdrängung betrug 7100 Tonnen voll beladen. Der Antrieb bestand aus zwei Zwei-Takt Sechs-Zylinder Dieselmotoren von MAN mit zusammen 3860 PS, die dem Schiff über zwei Schrauben eine Höchstgeschwindigkeit von 14,3 Knoten ermöglichten.
Schwesterschiffe waren die Athen (1936), die Belgrad (1937) und die Bukarest (1939).

## Geschichte

### Kriegsmarine
Die Sofia wurde noch vor ihrer Fertigstellung beim Beginn des Zweiten Weltkriegs von der Kriegsmarine requiriert. Die Maschinenanlage wurde entfernt und auf dem neuen Flottentender Hela eingebaut, da die Beschaffung der für die Hela ursprünglich vorgesehenen vier MAN 10.000-PS 9-Zylinder Viertakt-Diesel des Typs W 9 Vu 40/46 mit Büchi-Aufladung erhebliche Schwierigkeiten bereitet und zu langen Bauverzögerungen geführt hatte. Die Sofia diente dann bis Kriegsende als Wohnschiff in Swinemünde. Dabei erhielt sie am 7. März 1945 einen Grundminentreffer vor Swinemünde, konnte aber anschließend abgeborgen und nach Kiel überführt werden.

### Universität Kiel
Nach Kriegsende wurde die Sofia – wie auch die kleineren Wohnschiffe Barbara, Orla/Spica und Hamburg – bei der Wiedereröffnung der Universität Kiel im November 1945 als Unterkunft für die ersten Studenten genutzt. Die Unterbringung auf den Schiffen, die Kriegsschäden aufwiesen, war primitiv und beengt. Die Kammern waren mit jeweils zwölf, sechs oder vier Personen belegt, und ausgenommen auf der Orla konnte man die Räume kaum oder gar nicht beheizen. Da die Sofia unter Deck über einen größeren und drei kleine Räume verfügte, wurden dort Vorlesungen und Seminare gehalten. Auch das Büro des Studentenwerkes befand sich auf der Sofia. Die Schiffe lagen an der Seeburg am Westufer der Förde, wo alle das gemeinsame Mittagessen einnahmen, das in der Werksküche der Elac zubereitet wurde.

### Sowjetunion
Anfang 1946 wurde die Sofia der Sowjetunion als Kriegsbeute zugesprochen und musste daraufhin geräumt werden. Die sowjetische Marine benannte das Schiff in Nadir (Надир) um und verwandte es anschließend als schwimmende Basis PB 3 bei der Baltischen Flotte. Zum 27. Dezember 1956 wurde es erneut umgezeichnet, diesmal als Wohnschiff PKZ 110. Endlich strich man die ehemalige Sofia am 20. April 1960 aus der Liste der Kriegsschiffe. Der Verbleib ist unbekannt.